# Sirignano
Sirignano község (comune) Olaszország Campania régiójában, Avellino megyében.

## Fekvése
A megye északnyugati részén fekszik. Határai: Avella, Baiano, Mugnano del Cardinale, Quadrelle és Summonte.

## Története
A középkor során Avellához tartozó kis falucska volt, majd 1313 óta a monteverginei apátság tulajdona. Később a nápolyi királyi család birtoka lett. Gazdaságát elsősorban a mezőgazdaság jellemzi. A 19. században nyerte el önállóságát, amikor a Nápolyi Királyságban felszámolták a feudalizmust.

## Népessége
A népesség számának alakulása:

## Főbb látnivalói
Fő látnivalói a középkori központ (Piazzetta Croce), a 18. századi Palazzo Caravita, valamint a barokk Sant’Andrea-templom.